# Umbrier
Umbrierne (latin: umbri), eller umbrer, var et italisk folk i antikkens Italien. En region kaldet Umbrien eksisterer stadig og er i dag besat af italiensk-talende. Regionen er i dag noget mindre end antikkens Umbrien.
De fleste byer i oldtidens Umbrien blev bosat i det 9.-4. århundrede f.Kr. på let forsvarlige bakketoppe. Umbrien var omkranset af floderne Tiberen og Nar og omfattede Apenninernes skråninger ved Adriaterhavet. Det gamle umbriske sprog er en gren af en gruppe kaldet oskisk-umbrisk, som er beslægtet med de latinsk-faliskanske sprog.

## Oprindelse
Folkeslaget blev også kaldt Ombrii i nogle romerske kilder. Antikkens romerske forfattere troede, at umbrierne var af gallisk oprindelse. Cornelius Bocchus skrev, at de nedstammede fra en gammel gallisk stamme. Plutarch skrev, at navnet kunne være en anden måde at skrive navnet på en nordeuropæisk stamme, Ambrones, og at begge etnonymer var beslægtet med "Kongen af boierne". Imidlertid forvekslede både græske og romerske lærde nogle gange keltiske og germanske folk. De historiske Ambrones opstod i eller omkring Jylland, var tilsyneladende et germansk-talende folk, og der er ikke fundet beviser for, at de havde en tilknytning til de keltiske folk i sig selv. Livius foreslog, at insubrerne – en anden gallisk stamme – kunne have forbindelse umbrierne. Deres keltiske navn Isombres kunne muligvis betyde "Nedre Umbrier" eller indbyggere i landet under Umbrien. Tilsvarende definerer den romerske historiker Cato den Ældre, i sit mesterværk Origines, gallerne som "umbriernes stamfædre". Ambronerne nævnes også, med langobarderne og svebere, blandt stammerne i Nordeuropa i digtet Widsith.
Antikkens græske historikere betragtede umbrierne som forfædrene til det sabelliske folk – altsåsabinerne og samniterne, og de stammer, der udsprang fra dem, som marserne, marrucinerene, pelignerne, picenerne, hirpinerne og andre. Deres ekspansion var i sydlig retning, i henhold til ritualet til Ver Sacrum.